# Georg Johann von Stackelberg
Georg Johann von Stackelberg, född 1697 i Reval i Livland, död 1766 i Livland, var en estnisk ämbetsman.
Georg Johann von Stackelberg var son till den svenske fältmarskalken Berndt Otto von Stackelberg den äldre och Margaretha Elisabeth Maydell och bror till Berndt Otto Stackelberg den yngre. Han tjänstgjorde i armén, där han blev major. Mellan 1736 och 1765 var han domare och 1749–1762 ordförande i Estniska lutherska konsistoriet. 
Han gifte sig 1726 med Margaretha von Rosen (1695–1731), som hade ärvt Roosna-Alliku herrgård efter Bengt Gustav von Rosen. De hade fyra barn, bland annat domaren Otto Friedrich von Stackelberg (1731–1802).